# Námořní vyšetřovací služba: New Orleans
Námořní vyšetřovací služba: New Orleans (v anglickém originále NCIS: New Orleans) je americký televizní seriál spojující prvky akčního dramatu a krimi. Pilotní díl, jenž napsal tvůrce seriálu Gary Glasberg, měl premiéru 23. září 2014 na stanici CBS. Seriál produkovaly společnosti CBS Studios, Wings Productions When Pigs Fly Incorporated. V hlavních rolích se objevili Scott Bakula a CCH Pounder. Odehrává se v prostředí New Orleans a je třetím seriálem franšízy Námořní vyšetřovací služba. Sedmá řada byla objednána v květnu 2020 a měla premiéru 8. listopadu téhož roku. V únoru 2021 stanice CBS oznámila, že sedmá řada bude závěrečnou řadou seriálu. Byla premiérově vysílána do 23. května 2021.

## Synopse
Seriál se točí okolo fiktivního týmu agentů Námořní vyšetřovací služby (NCIS) sídlící v New Orleans, Louisianě. Tato pobočka vyšetřuje případy od Mississippi až po Texas Panhandle. Zvláštní agent Dwayne Cassius Pride (Scott Bakula), který žije a pracuje ze své kanceláře, vede tým zvláštních agentů jako je Christopher LaSalle (Lucas Black), bývalý zástupce šerifa, který byl do týmu naverbován po hurikánu Katrina; Tammy Gregoriová (Vanessa Ferlito), bývalá washingtonská agentka FBI; Meredith Brodyová (Zoe McLellan), zvláštní agentka FBA přiřazena z pobočky NCIS u Velkých jezer, která tým později opustila; Sonja Percyová (Shalita Grant), bývalá zvláštní agentka ATF a LaSalleova kolegyně; Patton Plame (Daryl Mitchell), počítačový specialista. Pomáhá jim doktorka Loretta Wadeová (C. C. H. Pounder), forenzní patoložka, a Sebastian Lund (Rob Kerkovich), forenzní specialista.

## Obsazení
| Postava                 | Představitel          | Český dabing       | Povolání                                   | Řady            | Řady            | Řady            | Řady            | Řady            | Řady            | Řady            |
| Postava                 | Představitel          | Český dabing       | Povolání                                   | 1               | 2               | 3               | 4               | 5               | 6               | 7               |
| ----------------------- | --------------------- | ------------------ | ------------------------------------------ | --------------- | --------------- | --------------- | --------------- | --------------- | --------------- | --------------- |
| Dwayne Cassius Pride    | Scott Bakula          | Zdeněk Mahdal      | starší zvláštní agent NCIS                 | hlavní          | hlavní          | hlavní          | hlavní          | hlavní          | hlavní          | hlavní          |
| Christopher LaSalle (†) | Lucas Black           | Pavel Vondrák      | zvláštní agent NCIS                        | hlavní          | hlavní          | hlavní          | hlavní          | hlavní          | hlavní          | Does not appear |
| Meredith Brodyová       | Zoe McLellan          | Martina Kechnerová | zvláštní agentka NCIS                      | hlavní          | hlavní          | Does not appear | Does not appear | Does not appear | Does not appear | Does not appear |
| Loretta Wadeová         | C. C. H. Pounder      | Daniela Bartáková  | patoložka                                  | hlavní          | hlavní          | hlavní          | hlavní          | hlavní          | hlavní          | hlavní          |
| Sebastian Lund          | Rob Kerkovich         | Michal Michálek    | forenzní specialista a agent NCIS          | hlavní          | hlavní          | hlavní          | hlavní          | hlavní          | hlavní          | hlavní          |
| Sonja Percyová          | Shalita Grant         | Petra Hobzová      | zvláštní agentka NCIS a bývalá agentka ATF | vedlejší        | hlavní          | hlavní          | hlavní          | Does not appear | Does not appear | Does not appear |
| Patton Plame            | Daryl Mitchell        | Václav Rašilov     | počítačový specialista NCIS                | vedlejší        | hlavní          | hlavní          | hlavní          | hlavní          | hlavní          | hlavní          |
| Tammy Gregoriová        | Vanessa Ferlito       | Kateřina Velebová  | zvláštní agentka NCIS a bývalá agentka FBI | Does not appear | Does not appear | hlavní          | hlavní          | hlavní          | hlavní          | hlavní          |
| Hannah Khouryová        | Necar Zadegan         | René Slováčková    | zvláštní agentka NCIS                      | Does not appear | Does not appear | Does not appear | Does not appear | hlavní          | hlavní          | hlavní          |
| Quentin Carter          | Charles Michael Davis | Jan Škvor          | zvláštní agent NCIS                        | Does not appear | Does not appear | Does not appear | Does not appear | Does not appear | hlavní          | hlavní          |
| Rita Devereaux          | Chelsea Field         | Petra Hanžlíková   | Státní návladní a rezervní velitelka JAG   | Does not appear | Does not appear | vedlejší        | vedlejší        | vedlejší        | vedlejší        | hlavní          |

## Vysílání
| Řada | Díly | Premiéra v USA    | Premiéra v USA  | Premiéra v ČR     | Premiéra v ČR     |
| Řada | Díly | První díl         | Poslední díl    | První díl         | Poslední díl      |
| ---- | ---- | ----------------- | --------------- | ----------------- | ----------------- |
| 0    | 2    | 25. března 2014   | 1. dubna 2014   | 8. července 2015  | 15. července 2015 |
| 1    | 23   | 23. září 2014     | 12. května 2015 | 11. září 2017     | 31. října 2017    |
| 2    | 24   | 22. září 2015     | 17. května 2016 | 1. listopadu 2017 | 15. ledna 2018    |
| 3    | 24   | 20. září 2016     | 16. května 2017 | 16. ledna 2018    | 14. března 2018   |
| 4    | 24   | 26. září 2017     | 15. května 2018 | 16. srpna 2018    | 31. ledna 2019    |
| 5    | 24   | 25. září 2018     | 14. května 2019 | 7. února 2019     | 18. července 2019 |
| 6    | 20   | 24. září 2019     | 19. dubna 2020  | 30. ledna 2020    | 12. září 2020     |
| 7    | 16   | 8. listopadu 2020 | 23. května 2021 | 18. března 2021   | 1. července 2021  |

## Produkce

### Vývoj
V září 2013 se Námořní vyšetřovací služba: New Orleans objevila v dvoudílné epizodě jedenácté řady seriálu Námořní vyšetřovací služba. Scénář k obou částem, „Crescent City (Part I)“ a Crescent City „(Part II)“, napsal Gary Glasberg; jejich premiéra se uskutečnila 25. března a 1. dubna 2014. Seriál je druhým spin-offem Námořní vyšetřovací služby a odehrává se ve městě New Orleans. Dne 9. května 2014 byla objednána první řada Námořní vyšetřovací služby: New Orleans, jež měla premiéru 23. září 2014 na televizní stanici CBS. Dne 27. října 2014 CBS objednalo plnou řadu o 23 dílech. Dne 12. ledna 2015 získal seriál druhou řadu, která měla premiéru 22. září 2015. Třetí řada byla objednána 25. března 2016 a její premiéra se uskutečnila 20. září téhož roku. Jednalo se o poslední řadu, za kterou stál tvůrce a showrunner seriálu Gary Glasberg, jenž zemřel krátce po její premiéře, dne 28. září 2016. Stanice objednala 23. března 2017 čtvrtou řadu, která měla premiéru 26. září 2017. Dne 18. dubna 2018 získal seriál pátou řadu, jež byla premiérově vysílána od 25. září 2018. Seriál získal šestou řadu 22. dubna 2019 a premiéru měla 24. září 2019. Dne 6. května 2020 byla oznámena produkce sedmé řady, jejíž premiéra se uskutečnila 8. listopadu 2020. Stanice CBS 17. února 2021 oznámila, že se bude jednat o závěrečnou řadu seriálu; poslední díl měl premiéru 23. května 2021.

### Obsazení
V únoru 2014 byli do pilotní epizody obsazeni Scott Bakula, CCH Pounder Zoe McLellan jako Dwayne Pride, Loretta Wade a Meredith Brody, Lucas Black jako Christopher LaSalle a Rob Kerkovich jako Sebastian Lund. V červnu 2015 web Deadline Hollywood informoval, že se budou herci Daryl Mitchell a Shalita Grant ve druhé řadě objevovat v hlavních rolích.
V červenci 2016 herečka Zoe McLellan, která se objevila v roli zvláštní agentky Meredithy Brodyové, opustila seriál z „tvůrčích důvodů“ a Vanessa Ferlito byla obsazena jako zvláštní agentka Tammy Gregorio.
V lednu 2018 byl oznámeno, že Shalita Grant, jež ztvárnila zvláštní agentku Sonju Percyovou, opustí seriál ke konci čtvrté řady. Necar Zadegan byla do páté řady obsazena v srpnu 2018 jako zvláštní agentka Hannah Khoury.
V listopadu 2019 opustí v šesté epizodě šesté řady roli agenta Christophera LaSalleho herec Lucas Black. Dne 5. února 2020 bylo oznámeno, že byl do hlavní role Quentina Cartera obsazen Charles Michael Davis. Chelsea Field jako právní zástupkyně Rita Devereaux byla 29. září 2020 povýšena v sedmé řadě z vedlejší do hlavní role.